# Silnice II/370
Silnice II/370 je silnice II. třídy, která vede z Dolní Libiny do Valšova. Je dlouhá 44 km. Prochází dvěma kraji a třemi okresy.

## Vedení silnice

### Olomoucký kraj, okres Šumperk
- Dolní Libina (křiž. II/446)

### Olomoucký kraj, okres Olomouc
- Břevenec (křiž. III/37010, III/37013, III/44629)

### Moravskoslezský kraj, okres Bruntál
- Tvrdkov (křiž. III/37014, III/4451)
- Horní Město (křiž. III/37015)
- Skály (křiž. III/37016, III/37017)
- Rýmařov (křiž. II/445, III/37019, III/44511, peáž s II/445)
- Jamartice (křiž. III/37020)
- Velká Štáhle
- Břidličná (křiž. III/37021)
- Valšov (křiž. I/45)